# Christopher Blizzard
Christopher Blizzard es un desarrollador de software libre que trabaja en Red Hat. Él ha hecho varios trabajos en Mozilla y es miembro de la Corporación de directores de Mozilla.
Es desarrollador activo del proyecto Una Computadora por Niño. Él está ayudando a desarrollar una versión modificada de Fedora Core Linux que correrá en los nuevos laptops.
Blizzard es un auto didacta que dejó la escuela pero luego obtuvo un examen de equivalencia.